# 대한민국의 성소수자 권리
대한민국의 성소수자들은 법적 한계와 차별을 마주하며 살아간다. 현재 대한민국에서 동성애는 불법이 아니며 법령에 의해 개인의 성적지향으로 인정하고 있지만 동성 결혼은 법제화를 하고 있지 않다.
대한민국의 헌법이나 형법에 동성애가 언급되어 있지는 않지만, 《국가인권위원회법》의 제 2조 3항과 《형의 집행 및 수용자 처우에 관한법률》 《군의 형의 집행 및 수용자 처우에 관한 법률》에는 성적 지향에 대한 차별하지 말 것을 명시하고 있다. 또 법무부 훈령 '인권수사준칙' 등에도 성적지향에 의한 차별을 금지하고 있다.
대한민국에서는 만 19세 이상 성인에 한해 성전환 수술과 성별 정정 신청이 가능하다. 하리수는 한국 최초의 트랜스젠더 연예인으로 널리 알려져 있다.
성소수자에 대한 대한민국 사회의 인지성은 매우 낮은 수준이었으나 최근 들어 급격히 상승하였다.

## 동성 동반자의 법적 지위

### 동성 결혼

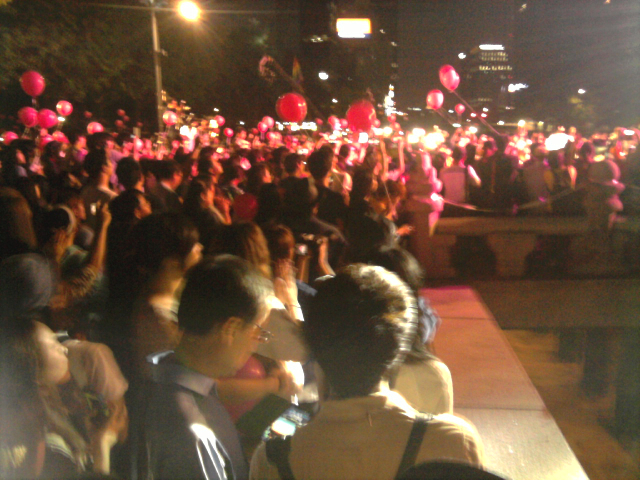
2013년 9월 7일, 김조광수가 청계천 광통교에서 공개 결혼식을 올렸다.

대한민국 정부는 동성 결혼이나 시민 결합 등 동성 커플의 그 어떤 법적 지위도 인정하고 있지 않다.
새정치민주연합 소속 진선미 의원은 2014년 10월, 동성커플간에도 시민결합이 허용되는 《생활동반자법》을 발의하겠다고 밝혔으나, 2018년 현재에도 국회에는 관련 법안이 발의되지 못하였다.
영화감독 김조광수는 2013년 12월 파트너인 김승환과 결혼식을 올린 후 서울시 서대문구청에 혼인신고를 하였으나 불수리되자 2014년 5월 법원에 소송을 제기하였다. 2015년 7월 6일 서울서부지방법원에서 비공개 심리가 진행되었다.

## 트랜스섹슈얼리티 권리
대한민국은 2006년 대법원의 판결로 만 20세가 넘은, 미혼에 자녀가 없는 성인이 성전환 수술을 한 경우 성별 정정 신청이 가능해졌다. 기혼자는 성전환 수술을 완료해도 판례상 거의 대부분 성별정정 불가 판정을 받으며, 특히 자녀가 있는 기혼자의 경우 거의 확실히 성별정정 불가 판정을 받는다. 이러한 판례적 상황은 가정을 이루고 난 뒤 뒤늦게 성정체성을 자각한 이들의 행복추구권을 침해하고 있으며, 또한 성전환 수술을 완료한 트랜스레즈비언 및 트랜스게이가 각기 여성 및 남성과 가정을 이루고자 하는 상황도 불가하게 함으로써 트랜스동성애자의 가족구성권 역시 침해하고 있다.
성전환자의 성별정정허가신청은 가족관계등록예규 제435호 사무처리지침에 따른다. 대한민국은 남성만을 징병 대상으로 하는 징병제 국가이기 때문에 트랜스여성에게 개인적 및 사회적 문제가 발생한다. 과거에는 성전환자 여성이 성별정정을 받기 위해서는 병역의무를 이행 또는 면제 판정을 받는 것이 필수 사항이었다. 하지만 2015년 2월 1일 시행령 기준으로 병역의 의무 관련 조항이 삭제되어 이제는 병역의무를 이행 또는 면제하지 않았더라도 남성에서 여성으로 성별을 변경할 수 있다. 그러나 성별정정을 받기 위해서는 성전환 수술을 반드시 거쳐야 한다. 성전환 수술을 아직 하지 못한 성전환자 여성은 징병신체검사등검사규칙 제102항(정신과)를 적용해 3급(현역)에서 7급(재검) 사이를 결정받는다.
그러나 현실적으로 징병검사를 받는 20대 초반 나이에 성별정정의 필요조건인 성기 성전환 수술까지 마치는 경우는 드물며, 성전환자 여성이 성전환증에 관한 정신과 진단서만 가지고 5급(제2국민역) 또는 6급(면제) 판정을 받는 경우는 매우 희귀하다. 대부분 호르몬 치료 내지는 성전환 수술에 준하는 신체개조 여부가 판정에 큰 영향을 미친다. 대부분의 경우 성전환자 여성들은 초검 때 현역 또는 4급(사회복무요원) 판정을 받고 몇 년에 걸쳐 성전환을 완료한 뒤 재검을 받아 "성기결손"을 사유로 면제를 받거나 그냥 현역으로 군대를 다녀온다. 군필자 트랜스여성은 예비군 훈련에 동원되기도 한다.
호르몬 치료 및 유방확대 등의 신체개조를 거쳐 면제를 받았으나 성기 성전환 수술을 하지 않았다는 이유로 병무청에 병역법 위반으로 고발당하거나 면제가 취소되기도 한다. 2014년 7월 9일 대전지방법원은 이러한 경우의 면제 취소가 부당하다는 선고를 내렸다. 그런 한편 최한빛의 사례처럼 성형수술을 하지 않고도 여성적인 외모만 가지고 면제를 받은 경우도 있다. 이렇게 사람마다 기준이 들쭉날쭉하고 한번 내려진 판정이 뒤집히는 등 제멋대로인 것은 성별정정허가신청에 관한 가족관계등록예규 제435호 사무처리지침이 강제성이 있는 법률이 아니라 일개 참고용 지침에 불과하기 때문이다. 또한 해당 사항을 통한 병역감면 대상은 어디까지나 성전환자로서, 성전환을 할 의사가 없는 비성전환자 트랜스여성 또는 젠더퀴어는 해당 조항에 의거하여 성별정정을 하거나 이에 따른 병역감면을 받을 수 없다.
트랜스남성은 별다른 기준 없이 일괄적으로 제2국민역으로 편입된다. 남성에서 여성으로의 성전환 수술에 비해 여성에서 남성으로의 성전환 수술이 훨씬 어렵기 때문에 수술을 하지 못하거나 하지 않는 경우가 많다. 2013년 3월 서울서부지방법원은 남성성기 형성 수술이 트랜스남성의 성별정정에 필수적이지 않다는 판결을 내렸다.
성전환 수술을 완료한 트랜스여성이 대중목욕탕 여탕에 들어갔다가 신고를 당해 경범죄처벌법상 주거침입 혐의가 적용되는 사건도 있었다.

## 차별금지법

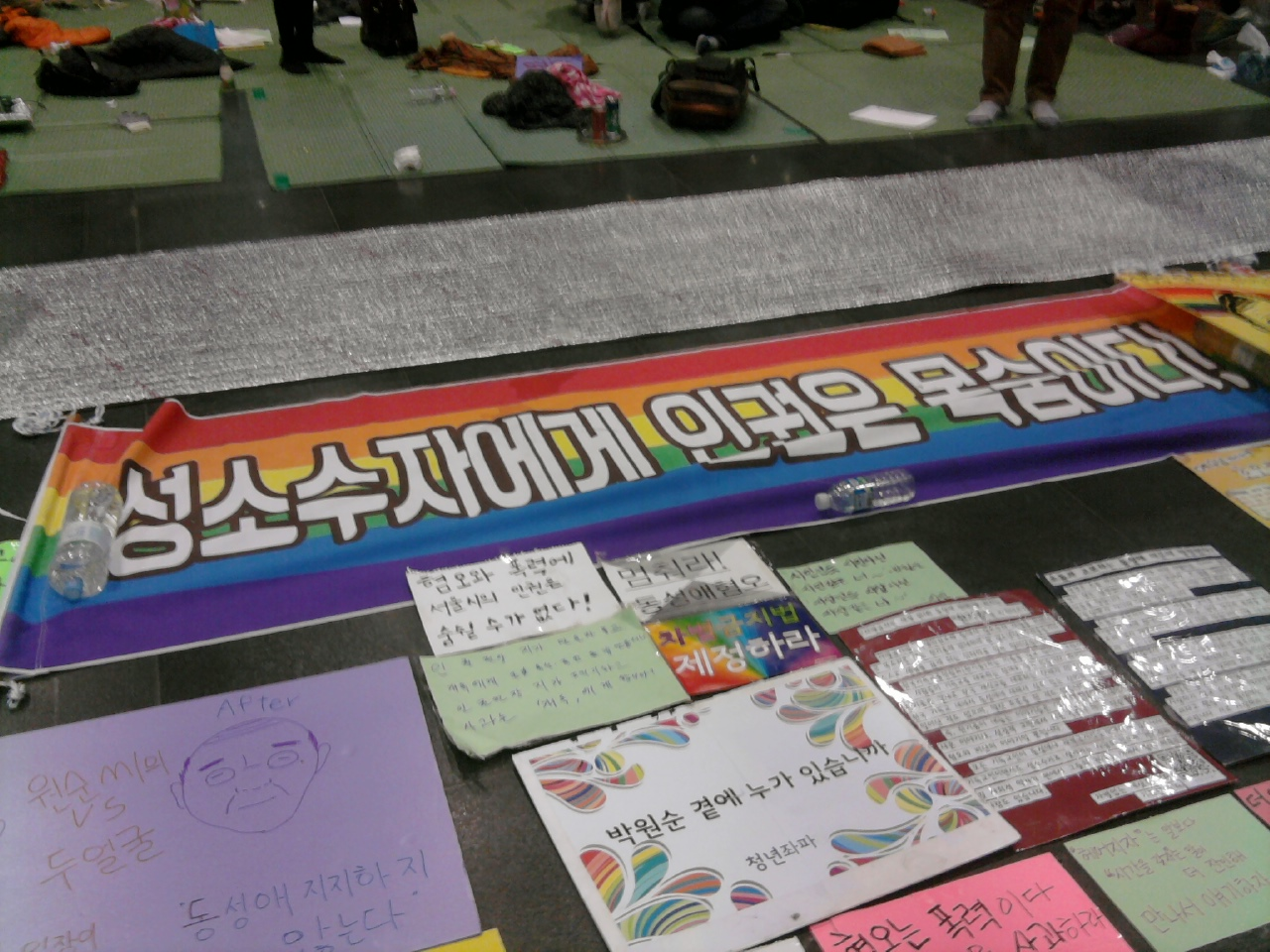

대한민국의 법률인 국가인권위원회법은 제 2조 3항에서 성적 지향을 이유로 한 차별을 금지하고 있다. 하지만 국가인권위원회의 성격상 법적 또는 행정적 강제력이 없는 시정요구만이 가능해 실질적 차별금지법으로서의 성격을 갖지는 못한다. 대한민국 정부는 2006년부터 국가인권위원회가 국제연합의 권고를 받아들여 성적 지향과 성정체성이 포함된 차별금지법을 제정하려고 하고 있으나 보수 기독교계의 반대로 2007년과 2010년, 2013년 입법시도 모두 실패하고 말았다.
2009년 경기도교육감 선거에서 당선된 김상곤 교육감은 공약대로 학생인권조례안을 경기도의회에 발의하였다. 경기도 학생인권조례안은 성적 지향에 따른 차별을 금지한 제 5조를 원안 유지, 경기도의회를 통과해 정식 조례가 되었다. 이에 따라 2012년 광주광역시는 재정한 학생인권조례를 통해 성적지향에 따른 차별을 금지하였고, 같은 해 서울특별시도 성적 지향과 성 정체성에 따른 차별을 금지하는 조항이 들어간 학생인권조례를 재정하였다. 전라북도도 2013년 재정한 학생인권조례에서 국가인권위원회법 제 2조 3항을 인용하며 성적 지향에 따른 차별을 금지하였다. 다른 광역단체에서도 성적 지향이 포함된 학생인권조례를 입법 시도 중에 있지만 보수 기독교 단체의 반대로 연기되고 있는 상황이다.
2011년 6월 17일 대한민국은 유엔에서 열린 인권이사회에서 성적지향과 성별정체성을 이유로 한 차별실태를 2011년 말까지 조사하고, 이 실태를 기반으로 2012년 3월경에 있을 정기 회기에 패널토론을 실시하는 결의안(17/19. 인권, 성적지향과 성별정체성)에 대해 대한민국은 찬성표를 던졌다.
한편, 반기문 유엔사무총장은 2011년 12월 8일 뉴욕 유엔 본부에서 있었던 성적 지향과 성별 정체성에 근거한 폭력과 차별 근절에 관한 패널토론에서 패널토론을 축하하며 보낸 메시지에서 "우리는 성소수자 차별에 맞서 부모로서, 가족구성원으로서, 교사로서, 이웃으로서, 커뮤니티 리더로서, 언론인으로서, 종교인으로서, 공무원으로서의 역할이 있고, 또 모든 국가는 성적 지향과 성별 정체성을 이유로 벌어지는 차별과 폭력으로부터 모든 국민을 보호하기 위해 필요한 조치를 반드시 취해야 합니다."라고 밝혔다.
2016년 7월 18일 삼성서울병원이 질병관리본부가 매년 8만여명의 남녀 중고등학생을 대상으로 실시하는 조사 데이터의 5년치 37만여명의 답변들을 조사한 결과 165명 중 1명 꼴인 2천306명(0.6%)이 동성애 관계나 스킨십 등을 가진 것으로 조사되었다. 이 성소수자 그룹은 비성소수자 그룹에 비해 음주와 흡연에 노출될 위험이 각각 2.84배, 4.24배 높았으며, 약물사용과 폭력에 노출될 위험도는 각각 13.54배, 8.09배에 달했다. 또한 우울감 2.23배, 자살 생각 2.75배, 자살시도 4.18배 등으로 나타났다. 이에 대해 연구팀은 사춘기 시기에 청소년 성소수자들이 사회적 편견과 차별에 반복적으로 노출되면서 신체적, 정신적 건강 위험이 커지는 상황에 놓이게 되는 것으로 보인다고 밝히며 국내 청소년들의 이러한 현실을 고려해 성소수자의 건강에 대한 관심과 포괄적인 접근이 필요하다고 발언했다.
UN 자유권규약위원회는 최종 심의를 통해 대한민국의 성소수자 인권 실태(성소수자에 대한 폭력과 증오언설, 군인끼리 합의된 동성 간 성행위 처벌, "전환 치료" 행사의 공공기관 사용 허가, 새로운 성교육 가이드라인에서의 동성애와 성소수자 배제, 성전환의 법적 인정에 있어서의 제한)를 염려하며 정부의 이행을 촉구했다. 대한민국은 1년 이내로 이러한 사항의 이행과 관련한 정보를 UN에게 제공해야 한다.

## 군복무
대한민국 군형법 92조 6는 소도미법의 일종으로 계간(남성간의 항문성교)과 기타 추행을 처벌하여 남성 군인간의 성적 행위를 처벌하였다. 성소수자단체들은 성소수자 군인들의 권익을 침해한다며 폐지 운동을 벌였다. 2011년 4월 대한민국 헌법재판소는 합헌 결정을 내렸다. 2011년 12월 장병권 동성애자 인권연대 사무국장은 성 소수자를 법으로 처벌하는 한국 사회의 문제점을 지적하였다. 그는 “법에 의해 동성애자가 처벌받는 나라다. 국제사회와 심지어 국내 인권위에서도 동성애자 처벌조항을 폐지하라고 권고했지만 받아들여지지 않고 있다”며 “동성애를 인정받지 못해 우리 국민이 외국에서 난민 지위를 얻었다는 사실을 이 나라는 창피하게 생각해야 한다.”고 말했다.
동성애를 이유로 병역을 거부한 한국인이 2009년 캐나다로 망명, 정치적 난민 신청을 하였다. 얼마 뒤 이 한국인은 난민 지위를 인정받고, 캐나다에 체류하게 되었다.
2013년 김광진 의원은 이 조항을 폐지하는 법안을 발의하였으나 국회심의과정에서 92조의 5가 92조의 6으로 옮겨가면서 처벌 대상이 항문성교 및 기타 추행으로 변경되었다. 성소수자 인권단체들은 92조의 6이 성적 자기결정권을 침해한다는 이유로 폐지해야된다는 운동을 계속 벌이고 있다. 2013년 5월 민홍철 의원이 여성 군인간의 성적 행위를 처벌하고, 이성간의 항문성교는 처벌에서 제외하는 방향으로 92조의 6을 개정하여 동성간의 성적 행위만 처벌하는 법을 발의하려고 시도하여 성소수자 인권 단체들은 이에 항의하는 운동을 벌였다. 2014년 3월 군형법 92조의 6을 삭제하는 법안이 김광진 의원을 대표발의자로 재발의 되었으나 회기 만료로 폐기되었다.

## 성소수자의 삶
대한민국에서 게이는 남성 동성애자, 레즈비언은 여성 동성애자를 일컫는다. ‘이반’이라는 명칭은 동성애자 스스로 자신의 정체성을 긍정하기 위해 쓰인다. 이반에는 동성애자 이외에 양성애자들도 포함되곤 한다. 이반들은 이성애자를 '일반'이라고 부른다.
대한민국에서는 매년 서울과 대구 등 다양한 도시에서 성소수자 축제가 열린다. 서울의 서울퀴어문화축제는 2000년에 시작되어 2015년 현재 대한민국에서 가장 큰 성소수자 축제이다. 대구퀴어문화축제는 2009년부터 열리고 있다.

### 매체
대한민국 최초의 동성애자 전문 잡지인 《버디》(Buddy)가 1998년 2월 20일에 창간되었다.
동성애와 관련된 주제의식이 본격적으로 TV에 오르기 전인 2005년 왕과 광대간 동성애 관계가 암시되는 《왕의 남자》가 개봉하였다. 왕의 남자는 상업적으로 큰 성공을 거두며 당시 최대 관객을 기록하고 있던 《실미도》와 《태극기 휘날리며》를 뛰어넘었다. 2006년에는 《후회하지 않아》, 2008년에는 《쌍화점》이 이송희일 감독하에 개봉하였다.
대한민국의 주류 TV 방송국들도 2010년부터 동성애자인 인물과 동성애에 관한 주제를 다루기 시작하였다. 2010년 SBS는 텔레비전 드라마 인생은 아름다워를 황금시간대에 방영하며 게이 커플의 모습을 그렸다. 같은 해 MBC의 개인의 취향에서는 여성과 사귀기 위해 게이인 척 연기하는 이성애자 남성이 등장했다. 그 전에는 2008년 케이블TV 채널인 tvN에서 커밍아웃을 고민하는 게이 남성들을 위한 상담 쇼인 커밍아웃을 심야시간에 방송하기도 했었다.
텔레비전에서 자주 등장하는 연기자이자 모델인 하리수는 잘 알려진 트랜스여성이다. 배우 홍석천의 경우, 동성애자임을 커밍아웃한 2000년 방송 활동을 접어야 했으나, 다시 복귀하여 활발한 활동을 하고 있으며 성소수자와 관련된 토론회에도 몇번 출연하였다. 2008년 10월에는 공개적 동성애자이자 유명 연기자였던 김지후가 동성애자에 대한 대중의 편견에 자살하였다.
2013년에는 김조광수 영화 감독이 대한민국 최초의 대중 공개 동성결혼식을 열었다.

## 여론
한국갤럽조사연구소의 여론조사에 따르면 2001년 동성결혼에 찬성한다고 밝힌 응답자는 17%, 반대는 67%였다.
2013년 5월에 있던 Ipsos의 여론 조사에선 응답자 중 26%가 동성결혼 법제화에 찬성한다고 밝혔으며, 다른 31%는 시민결합 등 결혼과는 다른 형태의 법적 지위를 인정해주는데 지지한다고 답했다. 2013년 Pew Research Center는 동성애에 대한 각국의 인식 조사를 실시했다. 질문은 "사회가 동성애를 받아들여야 합니까?"였다. 2007년에 비해서 2013년에 동성애 인식이 가장 크게 변화한 나라는 대한민국이었다. 2007년 18%에서 2013년에는 39%로 21%가 증가했다.
2014년 12월 한국갤럽조사연구소의 여론조사에서 응답자의 35%가 동성결혼에 찬성을, 56%가 반대한다고 밝혔다. 또한 동일한 여론조사에서 성적지향과 관계없이 동일한 취업기회를 가져야한다는 의견에는 85%가, 동성애자라는 이유로 해고되는 것은 부당하다는 의견에는 79%가, 동성애자의 방송 및 연예활동에 문제가 없다는 의견에 67%가 찬성한다고 답변하였다.
2017년 12월 MBC와 대한민국 국회의장실의 공동 의뢰로 갤럽이 조사한 바에 따르면, 응답자의 41%가 동성결혼에 찬성을, 51%가 반대한다고 MBC가 발표하였다.

## 요약표
| 동성애 법여화                          | (건국 이래) |
| 평등한 성적자기결정권 허용 연령        | (건국 이래) |
| 고용 차별금지법                        | No |
| 재화 및 서비스 제공 차별금지법         | No |
| 혐오 발언 등 전 분야에 대한 차별금지법 | No |
| 동성결혼                               | No |
| 시민결합 등 동성 동반자의 법적 인정    | No |
| 동성 동반자의 입양권                   | No |
| 남성 동성애자의 군 복무 가능           | (남성 동성애자는 징병제에 의한 의무복무, 사관으로의 복무도 가능. 단, 동성애 행위의 경우 군형법상 추행죄에 의해 징역 2년까지 처벌) |
| 성 전환 법적 인정                      | (2006년부터, 성별정정은 성전환 수술을 한 자에 한해 가능)                                                                          |
| 상업적 대리모                          | No |
| 여성 동성커플의 체외 수정 시술 접근권  | No |
| 남성과 성교하는 남성의 헌혈            | No |
| 성소수자 주제에 대한 표현의 자유       | Yes |

## 같이 보기
- 나라별 법률에 따른 성소수자의 권리
- 대한민국의 성소수자 행사
- 퀴어문화축제
- 성소수자
- 대한민국의 성소수자 목록
- 대한민국의 성소수자 인권단체
- 국제 성소수자 혐오 반대의 날
- 대한민국의 트랜스젠더